# 増田大暉
増田 大暉（ますだ たいき、1990年6月7日 - ）は、日本の元ラグビー選手。

## プロフィール
- 大阪府出身[1]。
- ポジションはウィング(WTB)、センター(CTB)。
- 身長 176cm、体重 93kg

## 略歴
2009年、新田高校卒業後、京都産業大学に入る。
2014年、京都産業大学卒業後、トヨタ自動車ヴェルブリッツ(現・トヨタヴェルブリッツ)に加入。
2015年、ニュージーランドへ海外留学した。
2017年1月7日に行われたジャパンラグビートップリーグ第14節のパナソニック ワイルドナイツ戦に途中出場で公式戦初出場を果たす。
2022年、現役を引退した。